# Никоя (полуостров)
Нико́я (исп. Nicoya) — полуостров в Центральной Америке, на северо-западе Коста-Рики. Вследствие декларируемой высокой пропорции долгожителей на этой территории, полуостров Никоя относится к «голубым зонам».

## География
Полуостров отделяет залив Никоя от Тихого океана и является самым крупным по площади полуостровом страны (1074,95 км²). Его северную часть занимает провинция Гуанакасте, южную — Пунтаренас. Береговая линия сильно изрезана со стороны залива, со множеством бухт и гаваней и относительно ровная на тихоокеанском побережье. Максимальная высота над уровнем моря гора Серро-Асул (1018 м). Небольшие реки направлены в основном в сторону залива. Самая крупная река — Темписке, находится на севере полуострова. Климат жаркий и сухой, как и в остальной части северо-западного региона Коста-Рики. Фауна и флора полуострова очень разнообразна. Здесь расположены три национальных парка — Барра-Онда, Дирия, Лас-Баулас.
Наиболее крупные города: Никоя, Филадельфия, Санта-Крус. Город Никоя находящийся в центре полуострова считается самым старым городом Коста-Рики. Он был основан в 1523 году. Его население составляет 20 000 чел. (2000).

## История
В устье реки Диквис, в 1930 годах были найдены доисторические каменные шары (петросферы) — археологические памятники доколумбовых цивилизаций.
По версии историка Овьедо-и-Вальдеса, залив и полуостров Никоя европейцами были открыты в 1518 году экспедицией Гаспара Эспиносы. Будучи в составе Испанской империи, в 1814 году провинция Гуанакасте вместе с полуостровом добровольно отделилась от Никарагуа и присоединилась к Коста-Рике. 25 июля 1825 года присоединение было подтверждено на местном референдуме. Этот день стал одним из национальных праздников.